# Nationalisme

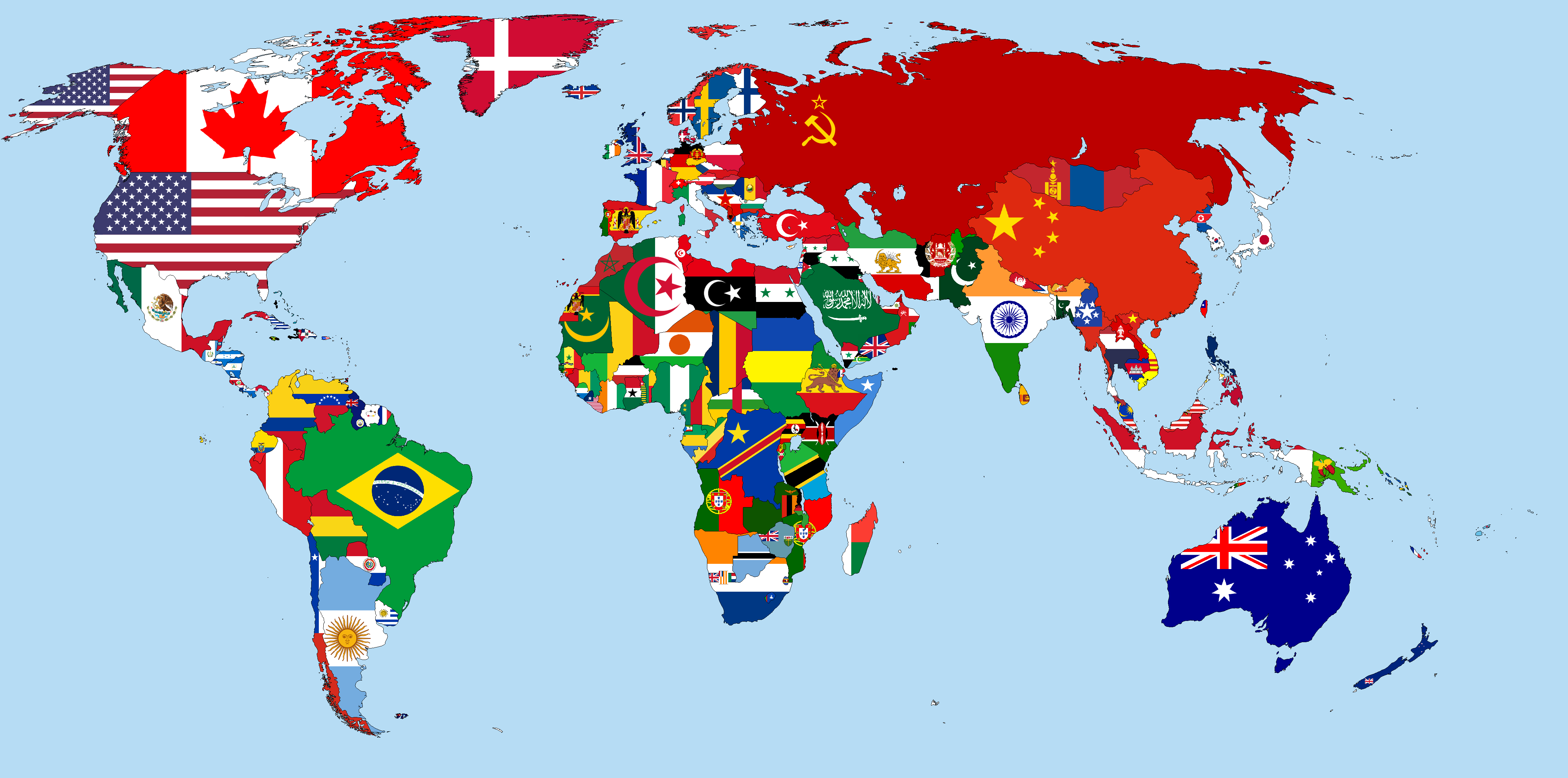
Carte des drapeaux du monde pendant la guerre froide en 1965.

Le nationalisme est un principe politique apparu à la fin du XVIIIe siècle, tendant à légitimer l’existence d’un État-nation pour chaque peuple, défini par des caractéristiques propres et communes à ses membres, comme une langue, des traditions historiques et culturelles ou des valeurs politiques.
Initialement, le nationalisme est opposé à la royauté (régime politique qui en France sera ensuite nommé Ancien Régime). Il s’impose progressivement en Europe au cours du XIXe siècle et se traduit au début du XXe siècle par la disparition de quatre empires multiethniques et autocratiques : les deux empires centraux germaniques, le russe et l'Empire ottoman. Depuis son avènement, le nationalisme apparaît comme une évidence dans la vie politique et sociale.
Ce terme désigne aussi des mouvements politiques déclarant vouloir exalter une nation sous toutes ses formes (État, culture, religion, ethnie, langue, histoire, traditions, préférence nationale pour l'emploi, etc.), par opposition aux autres nations et populations. Cette deuxième variante du mouvement s'est développée à partir de la fin du XIXe siècle, vers 1870 : chauvine, elle trouvait alors ses militants principalement dans les classes ouvrières.
À la base, il prêche la loyauté et le dévouement à sa nation, l'indépendance politique, la présence d'une idée nationale pour la protection pratique des conditions de vie de la nation, de son espace de vie, de ses ressources économiques et de ses valeurs spirituelles.
En pratique, le nationalisme peut être considéré comme positif ou négatif, selon le contexte et la vision du monde individuelle. Les nationalismes dans différents pays à différentes périodes de temps sont très différents. Le nationalisme a été un moteur important des mouvements d'indépendance tels que la révolution grecque, l'indépendance irlandaise, la grande révolte arabe, le mouvement national palestinien, la décolonisation des pays du tiers-monde, la résistance iranienne pendant la guerre Iran-Irak et l'effondrement de l'Union soviétique,. À l'inverse, le nationalisme expansionniste impérialiste a également été un facteur clé de provocation de guerre, comme le fascisme, le nazisme et le suprémacisme.
La valeur morale du nationalisme, la relation entre nationalisme et patriotisme et la compatibilité du nationalisme et du cosmopolitisme sont autant de sujets de débat philosophique. Le nationalisme peut être combiné avec divers objectifs politiques et idéologies telles que le conservatisme (national-conservatisme) et/ou le socialisme (nationalisme de gauche),,, les deux défendent globalement les mêmes principes de défense de l'état-nation et la protection de l'identité nationale et se retrouvent dans les différents nationalismes de type civique, culturel et/ou ethnique, mais diffèrent sur la question des principes socio-économiques.
Le nationalisme apparaît aussi, à partir du milieu du XIXe siècle, comme un sentiment national plus ou moins répandu et exalté au sein de la population d'un pays, et s’invitant (surtout au XXe siècle) au sein de multiples doctrines ou idéologies politiques. Il a pu être considéré comme vertueux pour justifier les luttes de libération nationale et d'émancipation, mais il a également servi de justification aux épurations ethniques du XXe siècle. Cette omniprésence s’explique peut-être parce que le sentiment national est devenu « puissamment mobilisateur », comme l’avaient compris dès le printemps des peuples de 1848 certains conseillers de dynasties européennes,.
Au sein d'un même pays, des forces nationalistes ayant des différences de ligne importantes peuvent devenir alliées (de circonstances) ou rivales, dans ce dernier cas, cela peut mener à un conflit entre nationalistes.

## Définition et sémantique
Selon Bénéi, le nationalisme se définit comme « un principe ou une idéologie supposant une correspondance entre unités politique et nationale ». Cet auteur insiste sur l’abstraction de l’idée, qui en soi ne relève pratiquement pas du concret : il s’agit d’une relation de multiples ordres entre un groupe socioculturel auto-identifié et un État.

## Caractéristiques
- Identité culturelle : L'identité nationale est l'un des piliers fondamentaux du nationalisme. Il fait référence au sentiment d’appartenance et au lien émotionnel que les individus entretiennent avec leur nation. Voici quelques aspects supplémentaires concernant l'identité nationale : L'identité nationale est basée sur la culture partagée par les membres d'une nation. Cela inclut des éléments tels que la langue, l’histoire, les traditions, la littérature, la musique, la gastronomie et les croyances culturelles. Ces facteurs culturels sont souvent considérés comme des symboles de l’identité nationale et contribuent à distinguer une nation des autres. Mythes fondateurs : Les nations ont souvent des mythes fondateurs qui racontent leur histoire et leur origine. Ces mythes peuvent inclure des événements historiques, des personnages héroïques ou des histoires symboliques qui contribuent à forger une identité commune. Les mythes fondateurs contribuent à créer un récit collectif et un sentiment de continuité historique au sein de la nation. Valeurs partagées : L'identité nationale se construit également autour de valeurs et de principes partagés. Ces valeurs peuvent inclure la liberté, la justice, l'égalité, la solidarité, le respect des droits de l'homme ou tout autre ensemble de croyances considérées comme fondamentales pour la cohésion de la nation. Les valeurs partagées servent de points de référence pour les citoyens et contribuent à maintenir la cohésion sociale. Imaginaire collectif : L'identité nationale est renforcée par un imaginaire collectif, qui comprend les représentations mentales et symboliques que les gens se font de leur nation. Cela peut inclure des symboles patriotiques tels que des drapeaux, des hymnes, des monuments, des emblèmes nationaux et d'autres éléments évoquant un sentiment d'unité et de fierté nationale. Sentiment d'appartenance : L'identité nationale génère un fort sentiment d'appartenance parmi les citoyens d'une nation. Les individus s’identifient comme membres de la communauté nationale et ressentent un lien émotionnel et une loyauté envers leur pays. Ce sentiment d'appartenance peut se manifester sous différentes formes, comme le soutien aux équipes sportives nationales, la participation civique ou encore le désir de protéger et de promouvoir les intérêts de la nation[13].

- Souveraineté et autodétermination: le nationalisme peut impliquer le désir d'une nation de jouir de l'autonomie et de la capacité de se gouverner elle-même, sans ingérence extérieure. Les nationalistes peuvent rechercher l'indépendance politique et la préservation de la souveraineté face aux influences étrangères. Générer un sentiment d’autodétermination et de liberté. Les nationalistes croient qu’une nation a le droit de se gouverner elle-même et de prendre des décisions concernant son avenir sans ingérence extérieure. Le sentiment d’autodétermination est lié à l’idée selon laquelle la nation doit avoir le pouvoir de définir son propre destin.

- Soutien politique et défense des intérêts nationaux: le nationalisme implique souvent un soutien politique et la promotion de politiques qui cherchent à protéger et à promouvoir les intérêts nationaux dans des domaines tels que l'économie, la politique étrangère et la sécurité nationale. Cela peut inclure, entre autres aspects, la défense de l'industrie nationale, la promotion du commerce équitable, la protection des ressources naturelles et la sécurité de la nation.

- Sentiment de supériorité, exaltation de la culture nationale : L'exaltation de la culture nationale est une autre caractéristique importante associée au nationalisme. Il fait référence à la promotion et à l'appréciation de la culture propre d'une nation en tant qu'élément central de l'identité nationale :
  1. La préservation et promotion culturelles : Le nationalisme tend à mettre l’accent sur la préservation et la promotion de la culture nationale comme moyen de renforcer l’identité nationale. Cela implique de protéger et de revitaliser la langue, les traditions, les expressions artistiques, la musique, la danse, le théâtre, la littérature et d'autres manifestations culturelles de la nation.
  2. Institutions culturelles : les États-nations créent souvent des institutions culturelles, telles que des académies de langues, des musées, des bibliothèques et des centres de recherche, pour préserver et diffuser la culture nationale. Ces institutions jouent un rôle clé dans la documentation, l'étude et la promotion du patrimoine culturel national.
  3. Célébrations et festivités : Les célébrations et festivités nationales sont un moyen courant de célébrer la culture nationale. Ces événements impliquent souvent des activités culturelles, des expositions d'art, des défilés, de la musique et des danses traditionnelles, et offrent aux citoyens l'occasion d'exprimer leur fierté et de célébrer leur identité culturelle.
  4. Éducation et programme national : Le système éducatif peut jouer un rôle important dans l’exaltation de la culture nationale. Les programmes éducatifs peuvent inclure l'enseignement de l'histoire nationale, de la littérature et des valeurs culturelles dans le programme, dans le but de sensibiliser et d'apprécier la culture nationale chez les jeunes générations.
  5. Symboles nationaux : Les symboles nationaux, tels que le drapeau, l'hymne national et les emblèmes, sont utilisés pour représenter et exalter la culture nationale. Ces symboles sont souvent considérés comme sacrés et évoquent un sentiment d'unité et de patriotisme parmi les citoyens.
  6. Protection du patrimoine culturel : le nationalisme peut également conduire à une plus grande protection et préservation du patrimoine culturel et architectural d'une nation. Cela implique la conservation des monuments historiques, des sites archéologiques, des traditions architecturales et artistiques, comme moyen de sauvegarder l'identité culturelle et de la transmettre aux générations futures. Des exemples d'exaltation de la culture nationale pourraient inclure la promotion du flamenco et des traditions espagnoles en Espagne, la préservation et la promotion de l'art traditionnel et des danses folkloriques au Mexique, la protection des temples et statues antiques en Thaïlande, la promotion de la musique et des danses traditionnelles irlandaises en Irlande, ou la préservation des arts et de la littérature classiques en Grèce. Il est important de noter que l’exaltation de la culture nationale peut varier en intensité et en concentration selon les contextes nationaux, et qu’il peut y avoir une frontière floue entre la promotion culturelle légitime et des formes plus extrêmes d’exclusion culturelle[14].

## Le nationalisme d’avant leXVIIIesiècle

### Antiquité
Dès l’Antiquité, il existe des sentiments d’appartenance commune à des entités politiques ou morales. En grec ancien, cinq termes servaient à définir les groupes humains, à renforcer leur cohésion interne et éventuellement à les mobiliser contre d’autres groupes : γένος / genos désignant une famille ou un clan, Φύλαι / phylai désignant une « tribu », ἔθνος / éthnos désignant des « gens de même origine », δῆμος / dêmos signifiant « habitants d’un lieu, citoyens » et λάος / laos désignant le « peuple assemblé en foule ». Il y avait ainsi des identités différentes, parfois emboîtées, parfois non : animés par leurs éthna respectives et leurs intérêts antagonistes, les Spartiates pouvaient parfois s’opposer aux Athéniens, tout en partageant un même sentiment d’appartenance au monde grec par opposition aux « barbares » (qui ne parlent pas la langue grecque commune) et en mobilisant d’autres fois une partie des cités grecques contre l’envahisseur perse, alors que d’autres cités grecques, moins concernées par le « monde grec » et plus soucieuses de leur survie immédiate, se battaient aux côtés des Perses.
On retrouve ce même schéma pendant la guerre des Gaules, avec l’alliance de nombreux peuples celtes gaulois contre les Romains et leurs alliés, qui comptaient d’autres peuples celtes gaulois. Dans l’histoire de la Bretagne insulaire, la notion de « compatriote » est utilisée par les Bretons pour résister aux envahisseurs germaniques Angles et Saxons, d’où résultent les noms de la Cambrie, Cumberland, Northumbrie et le nom que se donnent eux-mêmes les Gallois (Kymry) : ces noms proviennent d’une racine celtique désignant les « gens du même pays », équivalent du grec dêmos ;
La notion d’appartenance commune à un même groupe (d’intérêts, de migration, de campagne militaire, de commerce caravanier, de piraterie, d'artisanat itinérant…) peut animer des confédérations très différentes. Des vagues de peuples cavaliers, nomades ou privés de ressources ou de territoire, souvent d’origines et de langues différentes mais arpentant la steppe eurasienne, furent réunis par une « communauté de destin »). Un nom (qui peut être initialement un surnom ou une référence à un ancêtre mythique ou à un chef rassembleur) peut exprimer cette appartenance commune qui se réfère à des entités historiques et/ou morales, et non à des nations au sens moderne. Ces dernières peuvent toutefois, à leur tour, en faire des symboles de leurs identités modernes, et s’approprier ainsi le passé dans un processus de « rétroprojection nationaliste » semblable à l’exaltation de Vercingétorix et de « nos ancêtres les Gaulois » en France au XIXe siècle.

### Le Moyen Âge
Parce qu’au Moyen Âge les identités collectives étaient surtout confessionnelles (en) (on se définissait d’abord par sa religion) et féodales (on se définissait ensuite par ses allégeances), l’existence d’un « nationalisme » médiéval, bien qu’elle soit fortement affirmée par les historiographies grand public de nombreux pays surtout récents et peu puissants, est contestée par les historiens chercheurs, en particulier parce que les travaux universitaires montrent comment l’État-nation, en tant que tel, n’est réellement apparu qu’avec la Révolution française et le « printemps des peuples » au XIXe siècle. Selon Eric Hobsbawm, utiliser le terme de « nationalisme » avant cela (pour qualifier par exemple la fierté des élites des empires chinois, grec, aztèque ou inca telle qu’elle apparaît dans les sources anciennes) est donc un anachronisme, une projection a posteriori d’un sentiment identitaire moderne, sur une réalité antérieure à son émergence. Ainsi, Eric Hobsbawm affirme qu’il ne faut pas confondre le sentiment national avec d’autres variantes du sentiment d’appartenance collective, nommés sentiments « protonationaux », qui « n’avaient pas - ou n’ont pas - de relation nécessaire avec l’unité d’organisation politique territoriale moderne […] », et évoque les difficultés de connaître « les sentiments des illettrés qui formaient l'écrasante majorité de la population mondiale avant le XXe siècle », soulignant que l’on ne dispose d’informations que sur la fraction instruite de la population, et qu’il est illégitime de généraliser de l’élite aux masses, ou de confondre le nationalisme avec un « nationalisme de noblesse ».
Certains auteurs, tels Gaines Post, avaient cependant soutenu l’hypothèse d’une  au XIIIe et XIVe siècles, avec le début de la construction des États territoriaux (royaume d'Angleterre, de France et d’Espagne) liée, selon eux, à l’apparition d’un sentiment de patriotisme (patria communis) unissant les sujets et le souverain dans une même allégeance. En tout état de cause, si nationalisme il y avait, celui-ci différait fortement du nationalisme moderne : l’éclatement du système juridique et linguistique français diffère ainsi largement des conditions modernes du jacobinisme.

## Le nationalisme créateur de nations, à partir de la fin duXVIIIesiècle

### Histoire ou typologie?
D’après Raoul Girardet, « le mot, vraisemblablement d’origine britannique (l’adjectif nationalist est mentionné dans la langue anglaise dès 1715), n’apparaît qu’à l’extrême fin du XVIIIe siècle, et pour désigner essentiellement les excès du patriotisme jacobin »,. En anglais, le mot "nationalism" n'apparait qu'en 1844 et est inspiré du mot français. 
Le nationalisme est un phénomène apparu clairement au XVIIIe siècle et ayant conquis les esprits et tous les degrés de la politique mondiale entre les XVIIIe et XXe siècles. Cet élargissement s’est accompagné d’une diversification de ses manifestations et d’évolutions au cours du temps dans chaque lieu où il s’est manifesté. Les historiens, dans une volonté de synthèse, ont dû choisir entre retracer l’évolution temporelle du nationalisme, en évoquant chaque région du monde et en soulignant ses constantes (c'est le choix de Benedict Anderson qui insiste sur les imitations entre politiques nationalistes qui se multiplient au cours du temps), et entre proposer une typologie du nationalisme, mettant ainsi en valeur les dépendances et indépendances de ses manifestations envers les situations historiques de ses apparitions (c'est le choix de Raoul Girardet et d'Ernest Gellner). Certains ont choisi une voie médiane où les détails historiques soulignent une typologie proposée : c'est le choix d'Eric Hobsbawm qui utilise la typologie de Miroslav Hroch.
L'historien français Jacques Bainville, dans son Histoire de trois générations (1918), réfléchit aux causes profondes de la Grande Guerre. Il fait remonter à la Révolution française et à son exaltation quasi religieuse de la « Nation » le processus de développement des idéologies nationalistes et les illusions françaises sur la bienveillance naturelle qu'auraient les nationalismes européens entre eux[source insuffisante].

### Les causes du nationalisme

#### Généralités
Nombre d'historiens s'accordent sur le fait que le nationalisme peut être considéré comme une volonté d'organiser la société suivant des principes en adéquation avec l'économie libérale naissante au XVIe siècle. Ils refusent toutefois de le considérer comme une simple conséquence mécanique de l'économie, montrant que sa mise en place, d'une région à l'autre du monde, a été très influencée par les dynamiques politiques locales et par les fonctionnements sociaux propres aux diverses populations. L'historien Bernard Michel, spécialiste de l'Europe centrale, considère que la diversité est telle qu'une vision synthétique de l'ensemble du nationalisme à l'échelle du monde, voire simplement d'un continent, est de peu d'efficacité et que « l'étude comparative des nationalismes prend tout son sens là où les réalités sont comparables ». Eric Hobsbawm souligne que ce lien entre nationalisme et économie libérale n'est pas du tout envisagé par les théories libérales du XIXe siècle qui, au contraire, considèrent les nations et leurs pouvoirs centralisés comme des freins au développement d'une économie mondiale que les économistes appellent de leurs vœux. Ernest Gellner montre que si une économie agraire peut se satisfaire d'une société où l'écriture et le savoir sont le privilège d'une minorité, et où l'ensemble de la société est multiplement cloisonné, l'économie industrielle a besoin d'une homogénéité de la population et d'une interchangeabilité des individus (une « entropie sociale »), d'où la nécessité d'un large partage de l'écriture, du savoir, d'un langage commun et d'un égalitarisme.
Ces mêmes historiens insistent sur le rôle de la presse écrite et des publications diverses dans les prises de conscience par les individus qu'ils font partie d'une communauté d'intérêts (au sens de préoccupations, et pas seulement d'intérêts économiques) : peu importe le contenu des publications, leur seule existence étant l'élément central d'une propagande nationaliste. Les différentes publications ne sont pas seulement des expressions d'une communauté d'intérêts, elles contribuent à forger cette communauté. De ce fait, et du fait de ses intérêts économiques, le rôle de la bourgeoisie lettrée a été moteur dans toute construction d'un nationalisme : souvent il s'agit d'une coalition entre la petite aristocratie foncière, les universitaires et la bourgeoisie. Des différences notables sont observées suivant les régions du monde : par exemple le rôle nationaliste hongrois a été joué par l'aristocratie industrieuse magyare dans l'Empire austro-hongrois, en la quasi-absence d'une bourgeoisie ; « les lecteurs du polonais » étant dans un cas semblable. « Ce qui […] a rendu les nouvelles communautés imaginables, c'est l'interaction à demi fortuite, mais explosive, entre un système de production et de rapports de production (le capitalisme), une technique de communication (l'imprimé) et la fatalité de la diversité linguistique ».
Benedict Anderson souligne l'importance des découpages administratifs (qui sont géographiques, ethniques, linguistiques, économiques, etc.) qui ont eu comme effet sur les futurs nationalistes de leur créer des horizons géographique, culturel, politique naturels car intimement vécus comme tels, ce qui ne veut pas dire que tous ont tout accepté de cet héritage. Par exemple, en Amérique du Sud, les actuels pays hispanophones sont peu ou prou découpés suivant les frontières administratives tracées par la couronne espagnole ; l'Inde et l'Indonésie ne sont aujourd'hui des entités unifiées qu'à la suite des découpages administratifs de leurs colonisateurs respectifs qui ont ainsi créé, malgré eux, des horizons aux représentations nationales chez leurs indépendantistes respectifs, et lesquels ont, après l'indépendance, joué de rapports de forces entre eux pour arriver à définir précisément leurs nations. Les États-Unis constituant une notable exception, au terme de leurs 150 années de travail d’expansion et d'unification. L'historien note qu'après l'effondrement « du vieux monde socialiste », « les lignes de fragmentations [de l'URSS en États] ont remarquablement suivi la carte des structures territoriales et administratives instaurées par Lénine, Staline et Khrouchtchev, plutôt que celles des communautés ethniques rivales ».
En s’inspirant de la psychanalyse, Pierre de Senarclens a souligné que les nationalistes expriment un besoin de dignité, qui s’affirme par une défense ombrageuse de leur identité collective. Leur quête de reconnaissance comprend l’envie d’appartenir à une communauté de haut lignage historique, chargée d’assumer une destinée exceptionnelle, sous l’égide de dirigeants hors pair. Leur demande comprend le besoin d’une communauté harmonieuse, dont seraient exclus ceux qui sont soupçonnés de contrarier ce projet, position qui entretient nécessairement des tendances agressives. Discours d’affirmation identitaire, la défense de la nation porterait toujours en elle des ferments de sectarisme, de haine et de fanatisme, même lorsqu’elle se justifie en se définissant comme « patriotique ».

#### Les sociétés non industrielles
Les sociétés agraires, suivant la terminologie d'Ernest Gellner, sont les sociétés non-industrielles et sont structurés par certaines classifications des individus, vécues comme naturelles, soutenues par une économie et des cultures fonctionnant en harmonie. La description générale est : une population illettrée multiplement cloisonnée verticalement par le lieu de vie, la corporation de métier (statut social), la religion ; une élite souvent lettrée cloisonnée horizontalement par la strate d'appartenance (pouvoir, religion ou autre) et le statut atteint au sein de celle-ci. Les cloisonnements verticaux correspondent à des populations localisées et ayant à peu près le même statut social, mais séparées par des différences vécues comme majeures et se manifestant parfois par des différences de langues parlées (la langue pouvant changer d'un village à l'autre, les corporations ayant parfois des langues spécifiques et un savoir-faire nécessitant un très long apprentissage) et dont les langues n'ont qu'un sens local (pas de mot pour désigner les abstractions coutumières des élites). « Les langues vernaculaires non écrites représentent toujours un ensemble de variantes communiquant entre elles avec des degrés divers de facilité ou de difficulté ». Les cloisonnements horizontaux correspondent à des strates de la société qui sont non-localisées (en tout cas moins localisées que la population illettrée) qui exigent de ses membres la connaissance d'une langue spécifique parmi celles en cours (langue de cour, d'administration, de création littéraire, de l'enseignement religieux, de langue liturgique, langues des enseignements primaire, secondaire ou universitaire) et un apprentissage ou une cooptation ; et acquérir le tout nécessitait parfois une vie entière de labeur.
Les langues y sont associées à des fonctions sociales, pas à des populations (d'ailleurs les noms de plusieurs futurs nationalités signifient paysan), les langues populaires sont multiples et non transcrites, en général. « Il serait aussi incongru pour les maîtres des domaines de parler le langage de leurs paysans que de labourer les terres ou de garder les bestiaux ».
Les cultures sont multiples dans ce système : cultures religieuses, de corporatismes, administratives (liées à l’État), liée à un village, etc. La reproduction d'une culture (son enseignement) n'est pas une affaire d’État, mais l'affaire de la strate sociale concernée. L'individu n'éprouve pas, en général, le besoin de se définir identitairement de manière précise par rapport à l'une d'elles et est attaché à plusieurs cultures, parfois même à plusieurs d'entre elles que l'on aurait aujourd'hui tendance à considérer comme concurrentes (y compris le choix de la langue d'expression quand plusieurs langues coexistent pour un même niveau culturel). À part les clercs, les corporations culturelles n'ont pas une pratique politique de leur culture : nulle prétention à une hégémonie ni même à une expansion. Les frontières (matérielles et sociales) culturelles, linguistiques et politiques sont distinctes. Les petites communautés paysannes vivent centrées sur elles-mêmes, sur leurs besoins économiques locaux. L’État a « intérêt à prélever l'impôt, à maintenir la paix et pas beaucoup plus ».
Ces cloisonnements multiples, que l'on peut détailler jusque dans le mode de reproduction des différentes strates, ont été vécus comme naturels et n'ont donné lieu à aucune tentative de révolution, sinon des jacqueries, du moins jusqu'à l’avènement de l'économie industrielle et du nationalisme. Les sociétés agraires ont été le mode de vie normal durant plus de cinq mille ans.
Exemples : les cités-États de l'Antiquité, le Moyen Âge occidental, la Chine pré-industrielle, , etc..
Les sentiments d'appartenance à un groupe, qui ont existé dans ces sociétés, sont étudiés par Eric Hobsbawm. Il en ressort que si les illettrés ont laissé peu de traces de leurs avis, ils n'ont que rarement manifesté des sentiments d'appartenance comparables au nationalisme. Les identités revendiquées, et liées à une collectivité, étaient parfois religieuses, tribales ou ethniques, rarement linguistiques (et dans ce cas comme critère secondaire). Par exemple, au XIXe siècle, les premiers parmi les migrants vers les États-Unis que l'on classerait comme Albanais, ne se déclaraient pas comme Albanais. Ce qui est compris c'est qu'aux XIXe – XXe siècles les activistes nationalistes ont cherché à fédérer et à s'appuyer sur des identités collectives diverses qui n'étaient pas nationalistes (proto-nationalistes), avec des succès variés puisque, par exemple, les sentiments tribaux ont été parfois fort réticents à se fondre dans le nationalisme.

#### Les sociétés industrielles
Les origines de la société industrielle sont sujets de débats d'érudits, « il en sera très probablement ainsi longtemps encore ». Cette société est caractérisée, entre autres, par un haut niveau de productivité (et la croyance en l'accroissement continuel de cette productivité) nécessitant une division du travail en perpétuel changement, et cela sur un rythme soutenu. Ce changement touche aussi bien le rôle économique de l'individu que sa position au sein de la société. Déjà Adam Smith soulignait la précarité de la richesse des bourgeois : la mobilité professionnelle et même sociale touche parfois l'individu au cours de sa vie, elles sont certaines d'une génération à l'autre. Une société fonctionnant sur cette mobilité ne peut pas s'accorder avec les cloisonnements de l'époque pré-industrielle : l'interchangeabilité des individus devient nécessaire, et un égalitarisme en est la conséquence. La communication du savoir et des savoir-faire est gage d'accroissement de la productivité, de « progrès », elle doit être précise et capable de descriptions formelles (techniques) adressées, hors contexte, à une personne anonyme : la langue devient un outil de communication universel, et non pas local ou réservé à une sorte de tribu sociale, elle devient aussi dé-ritualisée et dé-sacralisée, par contre elle devient écrite (si elle ne l'était pas avant), strictement codifiée et sa codification largement répandue et enseignée afin qu'elle joue son rôle.
Selon Gellner, cette culture homogène, marquée par la modernisation, l’industrialisation et le nationalisme laïc, doit être produite par la scolarisation, notamment primaire. L'éducation de l'individu, pour qu'il soit mobile au sein de la société, doit lui permettre de lire la langue répandue, et d'avoir des compétences de bases assez larges pour pouvoir s'adapter à un large éventail de rôles sociaux. Les connaissances sont aussi désacralisées et largement accessibles : pour accéder à une spécialité l'heure n'est plus, comme dans les sociétés non industrielles, aux études de toute une vie, ni aux rituels sacrés d'une corporation. Ainsi, puisque la reproduction culturelle n'est plus en lien avec des corporations sociales, l'éducation est organisée par la plus large corporation possible : l'État. L'éducation d’État est ainsi la garantie de l'interchangeabilité des individus, et l'enseignement devient l'enjeu essentiel de l’État, et sa principale dépense financière : l'unité culturelle de la société est un impératif d’État. « Le monopole de l'éducation légitime est maintenant plus important et plus décisif que le monopole de la violence légitime ».
Le nationalisme consiste à réclamer ce fonctionnement de la société, par opposition au fonctionnement des sociétés non industrielles.
Ernest Gellner étudie son modèle de la société industrielle en évoquant les différentes situations initiales possibles (coexistence de populations initialement distinguables) et les aboutissements possibles (scission de la nation, fusion des populations, etc.) et détaille l'égalitarisme, la quasi-interchangeabilité et la mobilité sociale des individus, qu'il nomme « entropie sociale », nécessaires pour le bon fonctionnement économique de la société, et qui deviennent des normes morales.
Toutefois, la perspective de Gellner a soulevé de nombreux contre-exemples avec les années, notamment des situations où un fort sentiment de nationalisme accompagne une industrialisation faible ou, inversement, une industrialisation poussée s’accompagne d’un nationalisme religieux. Cela n’empêche pas les États-nations de s’inspirer de certaines de ses idées, pour ce qui est entre autres du lien « entre scolarisation de masse et culture de sentiments d’appartenance nationale ». Sur cette idée, des penseurs comme Bourdieu et Passeron conçoivent l’éducation comme une stratégie de la part des États pour moduler les comportements sociaux afin de reproduire certaines dynamiques de pouvoir, de classes par exemple. Toutefois, cette perspective exclut l'agentivité des citoyens et citoyennes ordinaires, c'est-à-dire leur propre pouvoir d’agir.

### Naissances et développements des nationalismes
Si on considère en général[réf. nécessaire] que le nationalisme est apparu d'abord en Europe occidentale, avec en premier lieu le nationalisme romantique, Ernest Gellner soutient qu'une des premières manifestations culturelles de la transition vers la société industrielle est la Réforme protestante qui a consacré l'universalisation du sacerdoce et « constitue une préfiguration des attitudes et des traits sociaux qui, selon [son] modèle, produisent la période nationaliste ». Benedict Anderson pense, lui, que la réforme protestante et le « capitalisme de l'imprimé » ont profité l'un de l'autre pour accroître leurs audiences respectives.
Benedict Anderson soutient que le nationalisme a d'abord émergé dans les colonies européennes sur le continent américain, en lien avec la création d'une communauté linguistique via les progrès de l'imprimerie, focalisant ainsi l'attention sur les guerres d'indépendance en Amérique du Sud et l'indépendance des États-Unis qu'il considère comme la première création d'une nation.

« Voici donc l'énigme : pourquoi est-ce précisément les communautés créoles qui acquirent si tôt le sentiment de former une nation – bien avant la plus grande partie de l'Europe ? Pourquoi ces provinces coloniales, qui rassemblaient généralement de fortes populations opprimées et non hispanophones, ont-elles donné naissance à des créoles qui redéfinirent sciemment ces populations comme autant de ressortissants d'une même nation ? »

L'historien répond lui-même à sa question : cela vient des découpages administratifs (géographiques, ethniques, linguistiques, économiques, etc.), créés et entretenus par la métropole, et volontairement distincts d'elle, qui ont eu comme effet sur les futurs nationalistes de leur créer très tôt des horizons géographique, culturel, politique naturels car intimement vécus comme tels.
En dehors des causes permettant l'émergence du nationalisme, Benedict Anderson insiste sur le rôle des imitations dans les élaborations des politiques nationalistes officielles, au point que certaines semblent machiavéliques (russification forcée sous Alexandre III de Russie, par exemple), d'autres artificielles et inconsistantes (dans l'empire d'Autriche-Hongrie, le nationalisme hollandais dans sa colonie indonésienne).
Le nationalisme n'a cessé de se manifester depuis le XVIIIe siècle, se présentant d'abord dans les textes et idées pour finalement intervenir puissamment dans le domaine politique. Outre le continent américain, l’Europe du XIXe siècle est un des principaux lieux d'expression politique du nationalisme : surtout à partir du printemps des peuples de 1848, les mouvements nationalistes sont parties prenantes des événements politiques européens, et une bonne partie des États y sont devenus des États-nations dès 1918. Ceux d'Europe centrale, après un entre-deux-guerres où la protection des minorités nationales sous l'égide de la SDN donnera des résultats peu convaincants, se retrouveront envahis sous des prétextes nationalistes, et déchiquetés durant la Seconde Guerre mondiale. Ils attendront la chute du mur de Berlin, en 1989, qui signe la fin de la période soviétique en Europe, pour renouer officiellement avec des préoccupations nationalistes (alors que durant la période soviétique, et sans que ce soit officiellement admis, des nationalismes se sont manifestés à tous les niveaux politiques en Europe de l'Est). Au XXe siècle, les colonies d'Asie et d'Afrique ont développé des nationalismes amenant aux décolonisations. La conscience nationaliste, dit Bénéi, va de pair avec la lutte contre les dirigeants coloniaux, afin de reconquérir les droits humains sous le signe de l’indépendantisme. Dans tous les cas, nombre d'historiens[réf. nécessaire] admettent la typologie de Hroch distinguant trois phases.

## Le nationalisme, mouvement politique d'après 1870
Selon Eric Hobsbawm, à partir des années 1870, en Europe et ailleurs, le nationalisme change sur trois points essentiels : il n'y a plus de seuil minimal du nombre de personnes pour qu'un groupe se considérant comme une nation revendique le droit à un État et un territoire ; l'ethnie et la langue deviennent des critères centraux, voire les seuls, pour légitimer une nation ; le thème de la nation, de la patrie, du drapeau subit un glissement politique « vers la droite ». Certaines confusions apparaissent entre les notions de nations, races, langues et religions (par exemple l'antisémitisme n'acquit son caractère racial que vers 1880, il était avant surtout religieux, et race et nation sont utilisés comme « des quasi-synonymes », avec une idée d'hérédité). Les raisons de ces changements importants seraient multiples, notamment le contexte guerrier, la crise économique de la seconde industrialisation et la démocratisation de la vie politique dans un nombre croissant d'États (sans que cela fût une contribution facilement compréhensible).

### Nationalisation de la langue
En accord avec nombre d'historiens, Eric Hobsbawm note que « l'élément politico-idéologique est évident dans le processus de construction de la langue » qui peut aller jusqu'à « la création ou l'invention de nouvelles langues », « la politique de la langue devient un exercice de formation de la société » et que « l'importance symbolique des langues prévaut sur leur utilisation effective », et aussi que les différentes classes sociales se sentent différemment concernées par ce thème, les plus fervents activistes venant de la couche intermédiaire modeste socialement mais instruite, en bref la « petite bourgeoisie ». Il insiste sur l'utilisation des structures étatiques (école, administration, armée) par des pouvoirs nationaux, parfois dès les années 1860, pour imposer une langue unique et standardisée (parfois quasiment inventée) à des populations aux parlés diversifiés, mais ne s'y opposant pas (malgré d'amers souvenirs d'enfance de certains intellectuels).

### Racisme et hostilités entre nations
À ce sujet, les avis des historiens divergent quant à leur lien avec le nationalisme.
Benedict Anderson souligne que la nation inspire surtout l'amour, un amour qui « va souvent jusqu'au sacrifice », le nationalisme pensant en termes de « destin historique » alors que le racisme rêve de « domination éternelle » et trouve son origine dans les idéologies de classes, « surtout dans les prétentions des dirigeants à la divinité, et chez les aristocraties », dans un but de répression et de domination intérieures ; ce qui se retrouve aussi dans le racisme des « bourgeois gentilshommes » des empires coloniaux européens, alors que dans les mouvements nationalistes des décolonisations les manifestations de haine envers les colons sont très rares. Cet historien affirme que « des puissants […] menacés d'être exclus, ou marginalisés » dans les communautés nationales ont développé des « nationalismes officiels » « calqués sur les nationalismes populaires largement spontanés » mais qui furent des « politiques conservatrices, pour ne pas dire réactionnaires ».
L'historien Bernard Michel soutient qu'au XIXe siècle en Europe centrale, le nationalisme a permis le développement de réseaux de sociabilité nationaux concurrents et pacifiques, et n'est pas responsable de conflits armés (aux exceptions près des révolutions de 1848 et de la longue guerre entre les Hongrois et l'armée impériale de l'empire d'Autriche), mais que ceux-ci ont été déclenchés par des puissances impériales (puis au XXe siècle par des États à caractère totalitaire), les haines entre nationalités étant entretenues par les États voulant détourner le mécontentement populaire ou par les mouvements pangermanistes. Le seul conflit purement nationaliste étant la Première Guerre mondiale, entre Français et Allemands.
En ce qui concerne l'Europe, l'historienne Anne-Marie Thiesse affirme qu'après une première phase libérale-nationale où les idées libérales sont inspirées de la Révolution française, le printemps des peuples de 1848 met en lumière la problématique du territoire de chaque nation et donc les futurs conflits entre elles, notamment du fait de ce qui sera plus tard appelé les minorités nationales ; ceci étant visible dès cette époque par l'opposition entre le pangermanisme et le panslavisme. L'historienne souligne aussi le fait que certains pouvoirs monarchiques et certaines mouvances nationalistes comprennent qu'ils doivent s'associer pour assurer leur avenir respectif (ces monarques semblant peu ébranlables et les idées nationales s'avérant « puissamment mobilisatrices »). Elle rapporte également l'émergence de divisions au sein des mouvements nationalistes, entre « conservateurs, libéraux modérés ou avancés… ». L'unité allemande de 1871 en est un aboutissement.
De son côté, Eric Hobsbawm affirme que « les liens entre racisme et nationalisme sont évidents », et souligne les confusions de cette époque entre nation et race, associés à des idées d'hérédité et de pureté raciale, linguistique, etc. L'historien ne trouve pas surprenant que le nationaliste ait « rapidement gagné du terrain entre 1870 et 1914 » : les changements sociaux et politiques, le grand nombre de migrations augmentant le nombre de frictions entre groupes, la situation internationale ont fourni de multiples occasions de manifester de l'hostilité envers des étrangers, la démocratisation de la politique y contribuant. « Dans les puissances et les États-nations établis, le zèle patriotique des couches [sociales] intermédiaires était plus que bienvenu pour les gouvernants engagés dans l'expansion impériale et les rivalités nationales contre d'autres États ». Cet avis est similaire à celui des historiens Jean-Claude Caron et Michel Vernus.
Ernest Gellner affirme que le nationalisme est une vision égoïste de la politique, que la satisfaction de certains nationalistes implique la frustration des autres, et que l'unité politique territoriale ne devient ethniquement homogène que si on tue, expulse ou assimile tous les non-nationaux.
En ce qui concerne la France, Gérard Noiriel répertorie des rixes et violences entre ouvriers à la fin du XIXe siècle et constate que s'il y a toujours eu des violences entre ouvriers locaux et ceux venant d'ailleurs, considérer de manière systématique que ailleurs c'est un pays étranger date du milieu des années 1880 : avant, pour les ouvriers, venir d'un pays étranger ou d'une autre région française était équivalent. Toutefois l'historien note que l'on manque d'éléments pour étayer cette analyse. Dans ce contexte de crise économique de la seconde industrialisation et au sujet de la désignation des problèmes et des solutions, l'historien note aussi l'effet boule de neige entre la presse à la recherche de lecteurs, les politiciens à la recherche d'électeurs (la troisième république est établie depuis la fin de l'année 1870) et les ouvriers pouvant se plaindre, et il conclut que « la presse construit les stéréotypes sur lesquels vont s'appuyer les acteurs du champ politique pour élaborer leurs discours » et qu'à cette époque « un large accord existe […] pour affirmer qu'il faut protéger les Français de la concurrence des étrangers ».
Le philosophe israélien Yoram Hazony critique pour sa part la connotation négative du terme nationalisme, qu'il estime confondue avec l'impérialisme. Selon lui, cette doctrine serait positive dans le sens où elle se limiterait à « vouloir vivre dans un monde constitué de nations indépendantes » sans volonté d'hégémonie. Il l'oppose à l’« impérialisme libéral », qu'il définit comme la volonté de certains gouvernementaux occidentaux de déconstruire les souverainetés nationales, d'abord chez eux mais aussi de l'imposer au reste du monde, si besoin par la force, citant les exemples de la Yougoslavie, de l'Irak, de la Libye ou encore de l'Afghanistan.

### Quelques typologies des nationalismes

#### Selon Denis Monière
Le politologue Denis Monière classe le nationalisme sous deux typologies :
- une typologie dite « classique », basée sur les critères d'appartenance, qui fait la distinction entre le nationalisme civique ou politique et le nationalisme ethnique ou culturel. Chacun renvoie à une conception de la nation bien particulière ;
- une seconde, basée sur des critères basés sur les objectifs, comprend quatre groupes : nationalisme de domination, nationalisme de libération, nationalisme de conservation, nationalisme de revendication.

#### Selon Pierre-André Taguieff
Pierre-André Taguieff distingue trois formes principales de nationalisme :
- le nationalisme ethnique, ou ethnonationalisme, qui est la forme de nationalisme dans lequel la « nation » est définie en termes d'appartenance ethnique (critère se voulant parfois « biologique », avec des recherches de marqueurs ADN, depuis le XXe siècle) ;
- le nationalisme civique, le plus souvent inspiré par des notions issues du droit du sol ;
- le nationalisme culturel, position intermédiaire entre les deux autres formes et dans lequel la nation est définie par une culture commune.

#### Deux principaux courants idéologiques en France
Le nationalisme contemporain en France peut se subdiviser en deux courants principaux :
- Le courant du « nationalisme révolutionnaire » de coloration athée, et parfois même néopaïenne, prônant un nationalisme européen influencé notamment par les idées de la Nouvelle Droite. Pour cette tendance le christianisme n'est qu'une parenthèse malheureuse de l'héritage européen, car il s'est constamment inscrit en faux contre les traditions païennes propres au Vieux Continent. L'Europe ne renouera véritablement avec ses racines propres qu'en rejetant le « poison » monothéiste[62].
- Le courant du « nationalisme contre-révolutionnaire » faisant référence au christianisme, au monarchisme, et au nationalisme traditionnel (qui conçoit la France comme un État-Nation depuis les rois capétiens). Le catholicisme a alors une place privilégiée dans l'identité de la nation française. Ce nationalisme fait souvent référence à la « chrétienté », et le nationalisme intégral de Charles Maurras en est une expression. Le nationalisme français, dit traditionnel, est l'héritier de cette conception[63].

## Tendances de nationalismes

### Nationalisme centripète (ou intégrateur)
C'est un nationalisme qui vise l'unification nationale de populations ayant des caractéristiques communes qui vivent dans différents États, où elles peuvent être des minorités nationales et donc dans ces États elles constituent des nationalismes centrifuges (c'est le cas du nationalisme kurde), ou elles peuvent être États nationalement homogènes mais séparés (c'est le cas des unifications de l'Italie et de l'Allemagne au XIXe siècle , bien que dans les deux cas le chevauchement avec l'Empire austro-hongrois complique la définition). En Amérique latine, il y a le cas du nationalisme ibéro-américain, proposé par des personnages historiques tels que Simón Bolívar, Francisco de Miranda, José de San Martín, José Miguel Carrera, Joaquín Edwards Bello, Manuel Baldomero Ugarte et Jorge Abelardo Ramos, qui historiquement s'oppose à la désintégration de la Grande Patrie et plaide, entre autres, pour sa réunification.

### Nationalisme centrifuge/indépendantiste (ou désintégrateur)
C'est un nationalisme qui cherche la sécession d'une partie du territoire d'un État habité par une population aux caractéristiques différenciées du groupe ethnique considéré comme majoritaire. Le groupe différencié peut être défini comme une minorité nationale. Ces cas se produisent dans des États caractérisés par le fait qu'ils sont considérés comme « multinationaux ».
On peut situer dans le courant indépendantiste :
- beaucoup de leaders d'anciennes colonies comme Mohandas Gandhi, qui se disait explicitement nationaliste,
- le nationalisme algérien,
- le nationalisme afrikaner, très vieux mouvement (dès 1850), qui a connu son âge d'or pendant l'Apartheid,
- une partie du nationalisme basque,
- le nationalisme occitan,
- le nationalisme galicien,
- l'indépendantisme catalan,
- le nationalisme irlandais, autant le politique, axé sur libération du joug britannique, que le culturel visant à rétablir la culture gaélique des Irlandais,
- le nationalisme libanais, le bloc national (Émile Eddé, Raymond Eddé),
- le nationalisme écossais,
- le nationalisme wallon,
- le nationalisme corse,
- le nationalisme niçois,
- le nationalisme savoyard,
- le nationalisme breton,
- le nationalisme portoricain,
- le nationalisme québécois,
- le nationalisme flamand,
- une partie du nationalisme valdôtain.

Quand l’entité dominante est un État, on parlera, suivant le degré d’autonomie souhaité, de régionalisme, d’autonomisme, de séparatisme (à connotation négative) ou de sécessionnisme.

### Nationalisme économique
Il s'intéresse aux mécanismes de dépendance économique. Il maintient la nécessité pour les secteurs de base et les entreprises de l’économie de rester entre les mains du capital national, souvent du capital d’État, lorsque le secteur privé n’est pas en forme.
Les origines du nationalisme économique se trouvent dans la création d' entreprises d'État pour exploiter des produits stratégiques, comme la création de l'YPF pour le pétrole en Argentine en 1922, et plus tard dans les politiques de nationalisation mises en œuvre par un grand nombre de pays, parmi lesquelles se distinguent les suivantes : nationalisation du pétrole au Mexique en 1938, nationalisation du pétrole en Iran en 1951, nationalisation du canal de Suez en 1956 et nationalisation du cuivre au Chili en 1971.
Le nationalisme économique est également étroitement lié à la théorie de la dépendance développée par l'école développementiste latino-américaine, qui soutient que le système économique mondial a établi une division internationale du travail qui attribue la production industrielle, à haute valeur ajoutée, aux pays centraux et aux pays périphériques la production de matières premières, à faible valeur ajoutée. Le développementalisme soutient qu’il existe une tendance générale à la détérioration des termes de l’échange au détriment de la production agricole primaire et que les pays périphériques doivent promouvoir des politiques industrielles agressives pour briser le cercle vicieux du sous-développement.
La politique de privatisation suggérée par le Consensus de Washington à partir des années 1990 avait pour objectif principal, et largement atteint, d'inverser les mesures nationalistes prises par la plupart des pays périphériques pendant la majeure partie du XXe siècle.
À partir de la fin des années 1990, il semble y avoir une résurgence importante du nationalisme économique dans diverses régions du monde, dans un environnement mondialisé, lié aux accords d’intégration régionale. L'une de ses manifestations les plus importantes a été la nationalisation des hydrocarbures en Bolivie en 2006, sous le gouvernement d' Evo Morales et les accords d'infrastructure et de développement sous-régional conclus dans le cadre du Mercosur et de la Communauté sud-américaine des nations .
Beaucoup de ces expériences nationalistes sont étroitement liées aux revendications des syndicats et d’autres organisations sociales, prenant la forme d'un nationalisme populaire exprimé dans des mouvements politiques bénéficiant d’un large soutien de la population.

### Nationalisme populaire/de gauche
Le nationalisme de gauche (dans certains contextes également appelé nationalisme populaire par ceux qui n'adhèrent pas à un cadre gauche-droite ou par opposition au national-conservatisme), décrit une forme de nationalisme qui repose sur des concepts philosophiques partagés avec différents secteurs de la gauche politique, comme ceux de justice sociale, de souveraineté populaire et d'autodétermination nationale (tant politique qu'économique).
Il comporte généralement une forte composante de nationalisme économique, c'est pourquoi il se produit principalement dans des pays économiquement dépendants ou sous-développés, qui cherchent à se développer grâce à l'intervention de l'État et à mettre l'économie au service d'intérêts nationaux considérés comme stratégiques. Il a aussi généralement une composante sociale, car il comprend que la nation n'est pas séparée des personnes qui l'habitent, et qu'une nation forte et développée ne peut être réalisée que par la justice sociale (en étant partisan de l'État-providence ou des États sociaux), car autrement , a déclaré que la nation serait plongée dans le chaos et un conflit permanent en raison de l'injustice et du déséquilibre social. Il est généralement lié au socialisme et cherche l'intégration politique des syndicats et d'autres entités intermédiaires au sein de l'État (certains secteurs[Lesquels ?] cherchent le remplacement total de la démocratie libérale , des partis politiques et du parlement, ne laissant que les syndicats), ainsi que l'intégration et la participation économique des travailleurs dans la gestion, la propriété et les bénéfices de l'entreprise nationale (à travers les syndicats) avec les employeurs (ayant l'État comme régulateur des relations de travail et de production), montrant ainsi leur opposition à la lutte des classes (certains gouvernements se sont déclarés anticommunistes). Le nationalisme populaire a tendance à mettre l’accent sur la laïcité au sein de ses doctrines, toutefois, certaines sont partisans d'une interprétation sociale de la religion.
Le nationalisme de gauche peut tout autant avoir une doctrine ethniciste que civique.

### Nationalisme religieux
C'est la forme de nationalisme selon laquelle l'État tire sa légitimité politique d'une religion commune. Dans certains cas, cependant, la composante religieuse constitue davantage une étiquette que la véritable motivation du nationalisme d'un groupe. Par exemple, même si la plupart des dirigeants nationalistes irlandais du siècle dernier étaient catholiques, au XIXe siècle, et surtout au XVIIIe siècle, de nombreux dirigeants nationalistes étaient protestants. Les nationalistes irlandais ne se battent pas pour des distinctions théologiques, mais pour une idéologie qui identifie l'île d'Irlande avec une vision particulière de la culture irlandaise, qui pour de nombreux nationalistes inclut le catholicisme, mais pas comme élément prédominant. Pour de nombreuses nations contraintes de lutter contre les conséquences de l’impérialisme d’une autre nation, le nationalisme était associé à la recherche d’un idéal de liberté.
Le nationalisme catholique est une doctrine et un mouvement politique nationaliste et catholique, fondé sur la philosophie thomiste, la doctrine sociale de l'Église et le catholicisme social.
Le nationalisme pakistanais création du Pakistan est un exemple de nationalisme religieux fondé sur l’Islam dans la mesure où elle a pris les musulmans de l’Inde comme nation.

### L'irrédentisme
L'irrédentisme vise à réunir en un seul état les locuteurs d'une même langue ou des populations historiquement divisées en plusieurs États, mais partageant des origines et des traditions communes. On peut situer dans ce courant :
- l'irrédentisme sud-africain (en),
- l'irrédentisme albanais,
- le pangermanisme,
- l'irrédentisme arménien,
- l'irrédentisme azéri,
- l'irrédentisme du Bangladesh (en),
- l'irrédentisme bulgare,
- l'irrédentisme chinois,
- l'unionisme coréen,
- l'irrédentisme italien (y compris en Corse),
- l'irrédentisme croate,
- l'irrédentisme espagnol,
- les projets d'annexion du Canada par les États-Unis,
- l'irrédentisme finlandais,
- l'irrédentisme français,
- l'irrédentisme grec (y compris à Chypre),
- les convoitises guatemaltèques sur le Belize,
- l'irrédentisme magyar,
- l'irrédentisme indien,
- l'irrédentisme indonésien,
- le paniranisme,
- l'unionisme irlandais,
- l'irrédentisme israélien,
- l'irrédentisme kurde,
- l'irrédentisme macédonien (en),
- l'irrédentisme mexicain,
- l'irrédentisme marocain,
- l'unionisme moldave,
- le Panmongolisme,
- l'irrédentisme néerlandais,
- l'irrédentisme népalais,
- l'irrédentisme philippin,
- l'irrédentisme roumain,
- l'irrédentisme russe (Eurasisme),
- l'irrédentisme serbe,
- le panslavisme
- l'irrédentisme slovène (en),
- l'irrédentisme somalien,
- l'irrédentisme surinamien
- l'irrédentisme syrien,
- l'irrédentisme timorais,
- le panturquisme,
- l'irrédentisme ukrainien,
- l'irrédentisme vénézuelien,
- l'unionisme wallon,
- l'irrédentisme yémenite.

### Le «nationalisme technologique»
Maurice Charland a caractérisé un « nationalisme technologique » comme une tendance vers la construction et la légitimation de l’État-nation par des systèmes de transport et de communication financés et parrainés par les pouvoirs publics. Harold Innis, théoricien de la communication, amorce une réflexion sur le nationalisme technologique et sur la relation économique qui unit le Canada urbain au Canada rural, idées sur lesquelles s'appuie sa théorie des principales ressources.

## Oppositions au nationalisme
- Karl Marx, puis certains théoriciens marxistes, se sont officiellement opposés au nationalisme, qu'ils présentaient comme une étape dans le développement des sociétés humaines, et avançaient l'idée qu'une internationale prolétarienne allait assurer la victoire de cette classe sociale. Toutefois, certains historiens considèrent que si les observateurs marxistes ont été perspicaces sur les rouages du nationalisme, leur combat politique pour s'opposer à l'envahissement du nationalisme dans les cœurs des prolétaires est un échec sans appel ou relatif, suivant les historiens[49].
- Les partis socialistes de tous les pays défendirent officiellement l'internationalisme, qui s'oppose au nationalisme. Ce tournant fut marqué, en France, par l'Affaire Dreyfus, au cours de laquelle le nationalisme en France devint une valeur de droite voire d'extrême-droite. Cependant, l'« internationalisme prolétarien » pouvait se joindre à une défense du patriotisme (par exemple chez Jaurès, qui déclare « Un peu d'internationalisme éloigne de la patrie ; beaucoup d'internationalisme y ramène. Un peu de patriotisme éloigne de l'Internationale ; beaucoup de patriotisme y ramène »[67], ou chez le radical-socialiste Clemenceau, voire chez Bakounine qui distinguait le nationalisme en tant qu'idéologie d'État du patriotisme en tant que « sentiment naturel », même s'il pouvait se montrer très critique également envers ce dernier). Malgré l'internationalisme affiché, la majorité des socialistes se rallièrent aux bellicistes en 1914, puis, en France, la SFIO de Guy Mollet au colonialisme après 1945 - malgré l'opposition de certaines tendances. En 1995 le président François Mitterrand a déclaré : Le nationalisme, c'est la guerre ![68].

Dans la pratique, le stalinisme se montra nationaliste par certains aspects ; tandis que les divers courants marxistes antistaliniens conservent des convictions internationalistes[réf. nécessaire].
- Les fédéralistes européens se définissent en opposition au nationalisme, identifié à la croyance en l'État-nation, et vu comme un facteur de guerre[réf. nécessaire].
- Parmi les utilisateurs de la langue espéranto, s'est développée depuis 1921 une organisation qui se nomme la SAT (abréviation en espéranto de Sennacieca Asocio Tutmonda qui signifie Association mondiale anationale) SAT - Sennacieca Asocio Tutmonda, l'une des plus importantes associations dans le milieu espérantophone. L'un de ses principaux fondateurs, Eugène Lanti, pseudonyme de Eugène Adam se disait lui-même anationaliste. Pour lui, l'Anationalisme s'opposait à l'internationalisme, qui était en fait de l'inter-nationalisme et donc une forme de nationalisme. Aujourd'hui, si tous les membres de SAT ne sont pas anationalistes, SAT possède en son sein une fraction anationaliste.[réf. nécessaire]
- Un des principaux critiques du nationalisme a été George Orwell : voir en particulier Notes sur le nationalisme, publié en mai 1945.

## Nouvelles approches du nationalisme
Dans l’étude des nationalismes, de nouvelles approches permettent de comprendre les mouvements sociaux et politiques. Parmi elles :
- le nationalisme banal : concept de Billig[69] s’inspirant de la pensée d’Hannah Arendt sur la « banalité du mal », donc les formes les plus subtiles des processus nationalistes et de l’attachement à la nation ;
- les théologies du nationalisme : étude des rituels nationalistes, explicites ou non, s’inspirant du domaine religieux, tels que les hymnes patriotiques ;
- le nationalisme du sentiment : cette approche postule que l’État cherche à s’approprier différents niveaux de sensoriums de sa population, par exemple avec des traditions musicales réappropriées. Ces procédés visent une incorporation émotionnelle de la nation afin qu’elle développe un attachement politique.

## Nationalisme par pays

### En Allemagne
Le XIXe siècle voit le développement de l'idée nationale allemande et l'unification de l’Empire allemand autour de la dynastie prussienne.
L'idée de l'unité des populations germanophones datait de fin du XVIIIe siècle, le théologien Johann Gottfried Herder en étant un de ses plus notables théoriciens. Toutefois, entre le temps de l'émergence des idées et l'unité politique, il se passera près d'un siècle, la dynastie de Prusse refusant en 1848 de recevoir la couronne impériale des mains des représentants du peuple réunis à Francfort. La création de l'Empire allemand se fait finalement sous l'égide du chancelier Otto von Bismarck, qui impose l'unification des États germaniques « par le haut » (par les monarques) après la guerre de 1870.
C'est en Prusse que se développe le plus tôt un sentiment national allemand. Battue par Napoléon Ier, la Prusse est affaiblie et tente de se relever : elle essayera dès lors de regrouper autour d'elle (quitte à combattre l'Autriche pour cela) le maximum d'États allemands. Stein, ministre d'État prussien de 1804 à 1808, et Hardenberg, ministre des Affaires étrangères de 1804 à 1806, réforment l'État prussien ; Scharnhorst et Gneisenau, général et maréchal prussiens, réorganisent l'armée prussienne de 1807 à 1813 et y insufflent l'idée du sacrifice pour le salut commun des États germaniques.
C'est autour de la Prusse que se regroupent les patriotes allemands dans cette guerre patriotique et nationale que l'on appelle très vite les guerres de libération (Befreiungskriege). Apparaissent alors toute une série de libelles et de textes réclamant la constitution d'un État allemand groupant tous les peuples parlant la langue allemande, incluant au besoin des peuples en dehors de ce qui était jusqu'en 1806 le Saint-Empire. Ainsi se développe le Volkstum, rassemblement de tous les hommes de même langue, de même culture.
Au début du XIXe siècle, on disait ainsi que « la Prusse n'était pas un pays qui avait une armée, mais une armée qui avait un pays ». En effet, sur les 7 à 8 000 officiers de l'armée prussienne, en 1806, plus d'un millier d'entre eux étaient étrangers. Les étrangers étaient encore plus nombreux dans les armées de Frédéric le Grand (règne de 1740 à 1786), l'armée ayant été partiellement « nationalisée » sous Frédéric-Guillaume III (1797-1840) à la suite des réformes de Gneisenau et Clausewitz.
Il n'y a cependant pas un, mais trois nationalismes très différents en Allemagne : l'un aristocratique (pour lequel l'être humain commençait au baron, comme disait Metternich), le deuxième bourgeois-conservateur, et le troisième populaire-romantique, manifesté au Parlement de Francfort (considéré comme « dangereux » par les aristocrates). Il faudra un siècle pour les unifier et les concrétiser par des mesures politiques : progressivement, la liberté de circulation au sein des États allemands est instaurée, un traité des laissez-passer (1850) étant signé entre la majorité des États, suivi d'un autre en 1865 (non signé par la Prusse) qui abolit la nécessité des passeports, et enfin d'une loi de 1867 négociée sous l'égide de Bismarck qui supprime les restrictions à la liberté de circulation visant les « classes dangereuses ».

### Dans l’Empire austro-hongrois
L'identité binationale en Autriche-Hongrie crée une situation particulière dans cet État, Empire central en Europe. Les germanophones et les Magyars étant les communautés linguistiquement, culturellement, socialement, économiquement et politiquement dominantes, l'Empire est ressenti par les autres peuples regroupés sous l'autorité des Habsbourg et de l'aristocratie autrichienne et hongroise, comme un État étranger à eux et oppresseur. De ce fait, le XIXe siècle voit la naissance ou l'affirmation de sentiments nationaux opposés aux Habsbourg, centrifuges et/ou irrédentistes, avec la « Renaissance nationale » tchèque (publication du Dictionnaire tchéquo-allemand dans les années 1840 par Josef Jungmann) et le Panslavisme chez les autres slaves de l'Empire, tandis qu'Italiens et Roumains regardent respectivement vers l'Italie et la Roumanie auxquelles ils espèrent être un jour rattachés. Cette situation mènera à la dissolution de cet empire à l'issue de la Première Guerre mondiale.

### En France
En France, le concept de nation est hérité de la Révolution française.
On vit en effet apparaître, au début de la Révolution, une société, le Club de 1789, plutôt modéré, qui se réclamait du patriotisme. Une autre société, que François Pairault décrit comme beaucoup plus radicale, apparut par la suite (1792) : la Société patriotique du Luxembourg.
Il en découle une politique dont les objectifs sont essentiellement l'indépendance, l'unité et la prospérité de sa propre nation et de son peuple. Le nationalisme base l'identité d'un individu sur son rapport à une nation.
C'est dans la continuation de cette tradition inspirée de la Déclaration des droits de l'Homme de 1789 (article III) qu'en 2024 Henri Temple développe l'idée de Nationisme en une somme de 470 pages, la première et la seule étude complète sur ce concept moderne, proposé par Pierre-André Taguieff puis esquissé par Emmanuel Todd. Ce concept est présenté comme une alternative rationnelle, démocratique et efficace, tant aux nationalismes et impérialismes agressifs qu'au mondialisme.[non neutre]

### En Italie
Le XIXe siècle voit le développement de l'idée nationale italienne et l'unification de l’État italien autour de la dynastie de Piémont-Sardaigne.

### En Haïti

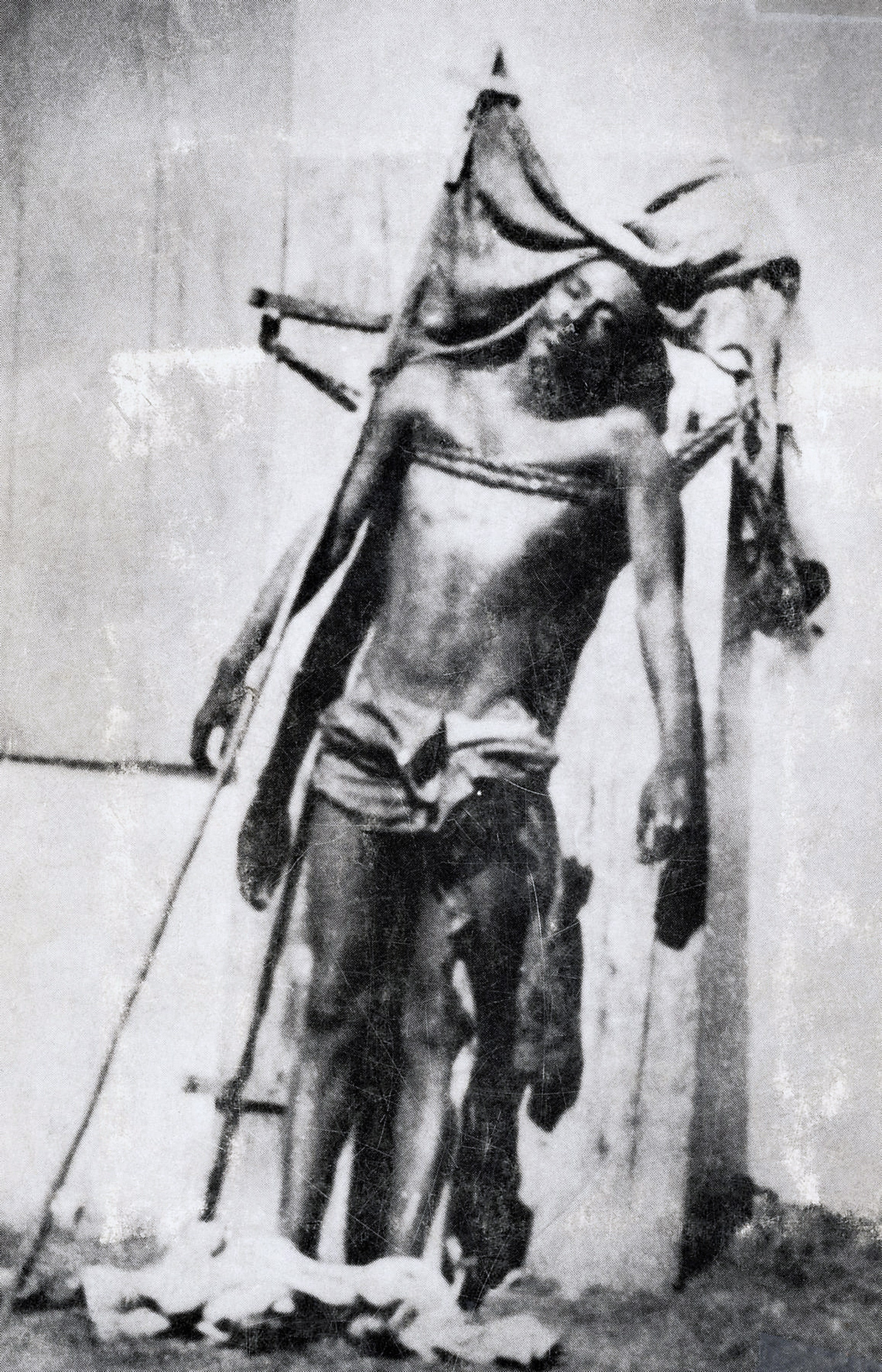
Le corps exposé de Charlemagne Péralte en novembre 1919.

Le nationalisme haïtien s'est développée lors de l'occupation américaine d'Haïti au 28 juillet 1915. Dans le dernier quart du XIXe siècle, l'économie haïtienne était contrôlée par des investisseurs étrangers, tels que les Allemands, qui intervenaient dans la politique intérieure du pays, les États-Unis envahissent et occupent Haïti. Influencés par le Corollaire Roosevelt, les États-Unis désiraient éloigner la concurrence européenne et de suivre et de restaurer la stabilité politique en Haïti à la suite du déclin du mulâtrisme. Lors de l'occupation, les États-Unis ont désigné le sénateur Philippe Sudre Dartiguenave pour être le président de la République.
La population haïtienne manifestait leur opposition à l'opposition dans les journaux tels que Haïti Intégrale, La Patrie, La Ligue et La Tribune. En 1915, le parti l’Union Patriotique est fondée, dont Georges Sylvain est cofondateur. En 1918, Charlemagne Péralte et Benoît Batraville mènent des révoltes paysannes, surnommés les cacos, contre l'invasion des États-Unis et l'imposition de la corvée. L'année suivante Charlemagne Péralte déclare un gouvernement provisoire au nord du pays et il fut exécuté par les Américains la même année. En 1921, Union Patriotique prit de l'ampleur et comptait plus de 16 000 membres dans tout le pays.
En 1928, dans le domaine de l'ethnologie, Jean Price Mars initie un intérêt nouveau pour l'héritage africain dans le folklore et la culture populaire et paysanne haïtiens et dans la culture populaire haïtienne et pour la religion vaudou.

### Au Japon
Le nationalisme moderne japonais se développe d'abord durant l'Ère Meiji (1867-1912). À ce moment-là, il est défensif, visant à préserver l'indépendance du Japon face à la menace du colonialisme occidental symbolisé par la politique de la canonnière menée par le commodore Perry en 1853 et par les traités inégaux de 1858. Ce nationalisme devient expansionniste sous l'ère Shōwa. Il est basé alors sur la supériorité de la race nipponne, le monarchisme, le militarisme et l’expansionnisme.

### Au Royaume-Uni
Les nationalistes irlandais s'organisent et créeront en 1905 le Sinn Féin et l'IRA (parties revendiquant l'indépendance, l'IRA utilisera la violence pour se faire connaître…). Pendant la Première Guerre mondiale, les Irlandais se révolteront et la répression sera féroce.
Quoique les idéologies nationales du pays de Galles et de l'Écosse n'aient pas atteint le degré de violence précité, ces deux autres nations formant l'État plurinational de Grande-Bretagne ont également développé des nationalismes ; celui d'Écosse échoue en 1930, là où il réussira en 1997 concernant la souveraineté autonomique, en se réformant considérablement (le visage du nationalisme écossais contemporain est bien différent des années 1930).

### En Russie

#### Empire russe
Dans l'Empire russe, multinational, les Slaves orientaux sont majoritaires et le régime tsariste, aristocratique et coupé de la population, laisse la plus grande partie de celle-ci dans l'illettrisme. Néanmoins, le sentiment national russe, véhiculé par les instituteurs et les popes, se répand, y compris chez les Biélorusses (alors appelés Russes blancs) et les Ukrainiens (alors appelés Petits-russes). Il est favorisé par la politique impériale de russification qui, en revanche, heurte les autres peuples de l'empire, et notamment ceux d'Europe (Finnois, Baltes, Polonais, Roumains, une partie des Ukrainiens) et du Caucase, mais aussi, dans une moindre mesure, les musulmans d'Asie centrale (révoltes des Basmatchis dans les actuels Ouzbékistan et Turkménistan). Ces peuples développent d'autant plus facilement leurs propres nationalismes, que leur niveau d'instruction est généralement supérieur à celui des masses russes, par exemple en Pologne. L'antisémitisme du régime et les pogroms à répétition suscitent aussi un nationalisme (et les ligues d'auto-défense) chez les Juifs : ce nationalisme est initialement fortement teinté de socialisme (fondation du Bund). Cette situation provoque des courants d'émigration (surtout chez les Juifs) et mènera, à l'issue de la Première Guerre mondiale, à l'indépendance de la Finlande, des pays baltes, de la Pologne, de l'Ukraine, de la Bessarabie, de la Géorgie et de l'Arménie ; le gouvernement bolchevik parviendra à reprendre la Géorgie, l'Arménie et l'Ukraine en 1920-1924, la moitié orientale de la Pologne en 1939, les pays baltes et la Bessarabie en 1940.

#### L'Ère communiste
Pour contrôler les nationalismes, l'URSS se constitue en 1922 en État fédéral, mais ce contrôle ne peut fonctionner que dans le cadre d'un communisme dictatorial. La politique à l'égard des nationalismes varia fortement. Lénine, pour prendre le pouvoir, utilisa de manière pragmatique les nationalismes et le droit à l'autodétermination. Lors de la guerre civile, des concessions furent accordées, notamment pour l'Ukraine, la NEP qui enrichit les nationaux mais aussi le nom de l'État qui ne contient pas le terme de « Russe ». La création des entités territoriales fut assez laborieuse pour plusieurs républiques soviétiques. Les concessions sont importantes par rapport au dogme marxiste et au programme des bolchéviques mais la répression peut être lourde (soulèvement géorgien de l'été 1924). Staline s'attaqua aux élites nationalistes, mais reste dans le dogme définit en 1923. Dans les années 1930, il entreprit une politique prônant le nationalisme russe et la russification de certaines républiques soviétiques. La démarche selon le terrain n'est pas uniforme. Durant la Seconde Guerre mondiale, les petites nationalités suspectes ont souffert des déportations soviétiques.
Sous l'ère Brejnev, l'objectif de la « Fusion des nationalités » est abandonné.
Le problème est couvert jusqu'à la libéralisation des libertés civiles revenues à l'issue de la perestroïka et de la glasnost, ils ont ressurgi d'autant plus intensément et ont abouti à l'éclatement de l'État soviétique, comme l'avaient d'ailleurs prédit Andreï Amalrik en 1970 et Hélène Carrère d'Encausse en 1978.

#### Fédération de Russie
(juillet 2022).
En 2013, le nationalisme russe, localement dénommé « patriotisme », se traduit par une nostalgie de l'URSS. Pour Myriam Desert, « S’il y a un point d’intersection de toutes les forces politiques et religieuses, de toutes les composantes nationales-ethniques (natsional’nyj), ce ne peut être que le rapport à l’URSS, quel que soit le nom qu’on lui donne, Russie ou Union Soviétique, qui doit être restauré comme patrie ».
« Depuis son arrivée à la tête de son pays en 2000, Vladimir Poutine a placé le patriotisme au cœur de la politique de l’État, la rhétorique patriotique des autorités russes s’accentuant depuis le début de l’offensive russe, en Ukraine, le 24 février (2022), »
En 2014, « en Russie la force motrice du “patriotisme” est “la lutte pour les Russes” d’Ukraine »[réf. non conforme]

### Dans les Balkans
Le XIXe siècle voit la propagation de l'idée nationale dans les Balkans et chaque peuple, défini par son histoire et sa langue, aspire à l'indépendance vis-à-vis de l'Empire ottoman et à son unification au sein d'un seul État. Albanais, Bulgares, Grecs, Macédoniens, Roumains, Serbes s'émancipent par étapes, mais ils sont instrumentalisés par les grandes puissances qui, de plus, cherchent à ménager l'Empire ottoman ; leurs populations sont imbriquées dans de nombreuses régions et leurs frontières posent des problèmes tranchés parfois arbitrairement par le congrès de Berlin et par les deux guerres balkaniques, ce qui entretient et parfois exacerbe les tensions nationalistes.
Si au début du XXe siècle les dynamiques de rassemblement prédominent (fondation du royaume des Serbes, Croates et Slovènes en 1918), elles ne profitent pas également à tous (Albanais et Bulgares ne parviennent pas à se regrouper tous). Des ressentiments s'accumulent, qui s'exprimeront durant la Seconde Guerre mondiale (camp de concentration de Jasenovac) et à partir de 1992 et aboutiront à la fragmentation de la Yougoslavie en pas moins de six ou sept États dont quatre utilisent la même langue mais la dénomment différemment, et dont deux sont à peine plus grands qu'un département français ou une province belge (le Kosovo et le Monténégro).

### Dans l'Empire ottoman
À la fin du XIXe siècle, le nationalisme turc se manifeste dans le mouvement Jeune Turc qui, à ses débuts, est surtout réformateur et non xénophobe. En réaction au recul de l'Empire en Europe (face aux États des Balkans) et au nationalisme des Grecs et des Arméniens de l'empire (qui font craindre des pertes territoriales en Anatolie, qui se produisent en 1919), le nationalisme turc devient de plus en plus xénophobe vis-à-vis des minorités de l'Empire et finit par mener, pendant et après la Première Guerre mondiale, à la première grande purification ethnique du XXe siècle : le génocide arménien et grec accompagné, au terme du traité de Lausanne, de l'expulsion de la grande majorité des chrétiens survivants.
Ultérieurement, c'est l'affrontement des nationalismes turc (devenu conservateur) et kurde (devenu majoritairement marxiste) qui mènera, en Anatolie orientale, à des conflits armés.

#### En Amérique du Nord

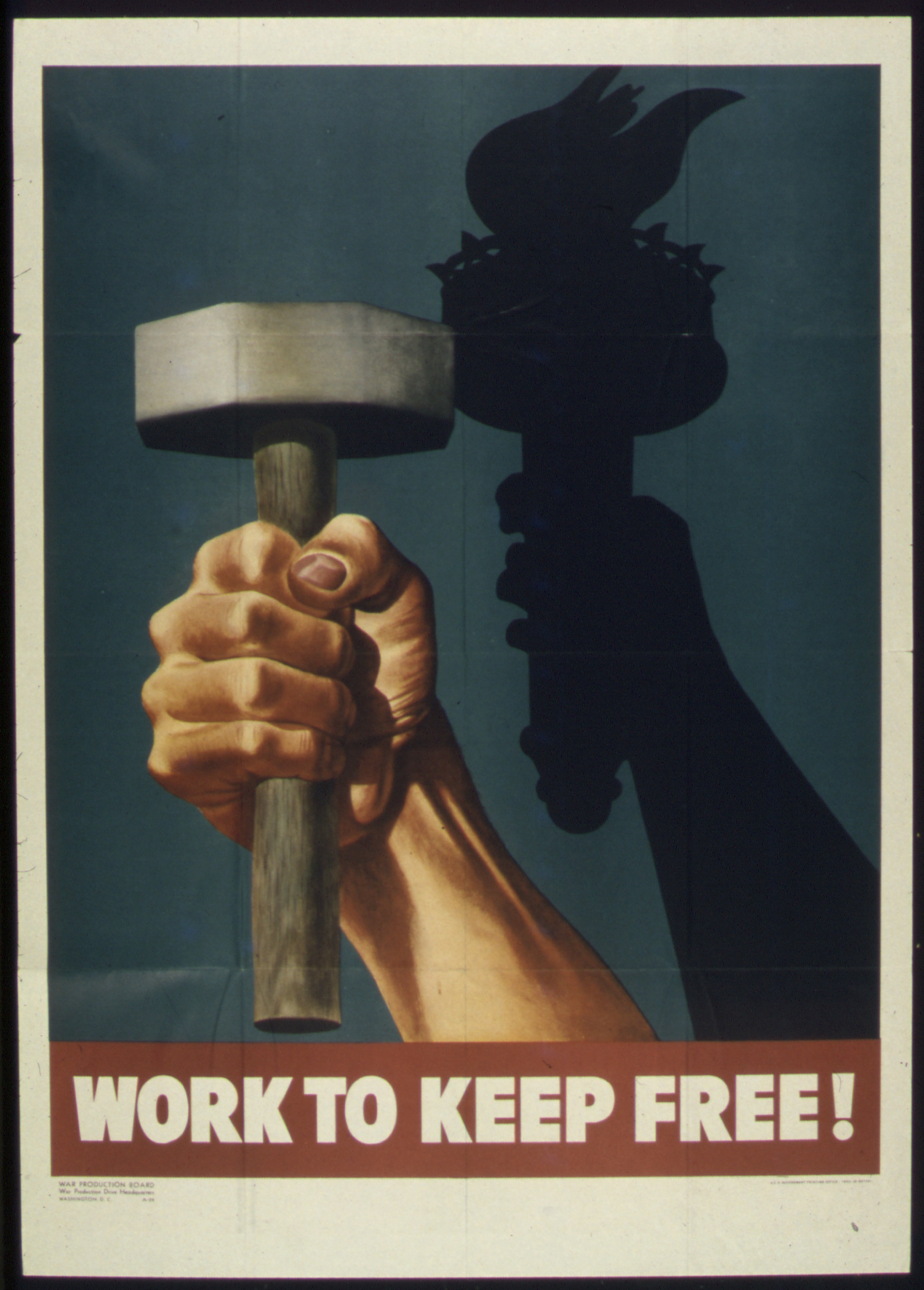
Association de l'icône de la statue de la Liberté avec la liberté d'entreprendre, comme exaltation du Victory Program pendant la Seconde Guerre mondiale.

## Évolution chronologique

### En Europe

#### Le nationalisme romantique
En dehors de la philosophie des lumières, le XVIIIe siècle européen voit éclore une littérature qui se veut fondée sur des textes populaires, tutoyant la littérature classique et haussant les peuples au rang d'héritiers de dignes traditions culturelles, ce qui s'avérera comme un pas vers une légitimité d'existence politique. Ce nationalisme se développe dans les salons littéraires, dans les maisons d'édition, et, progressivement, dans la bourgeoisie lettrée européenne.
En 1763, la publication par James Macpherson des œuvres du barde écossais Ossian suscite un grand enthousiasme : cette poésie gaélique, supposée ancestrale, sera brandie comme une œuvre équivalente à celles d'Homère ou Virgile, et autres grands classiques de la littérature antique. En 1817, une commission d'experts universitaires conclut que ce texte n'a rien d'authentique. Ce texte est le premier du genre (du moins le premier ayant un tel succès) : bien d'autres suivront à travers toute l'Europe, et cela durant tout le XIXe siècle,. Dans toute l'Europe littéraire voient le jour des théories sur les peuples et de leur continuité dans le temps. Un des plus notables théoriciens étant Johann Gottfried Herder, synthétisant les idées neuves de son époque telles que : la lutte contre le monolithisme culturel et le despotisme politique, les aspirations au bonheur et à la liberté, le rejet des séparations entre les ordres sociaux, l'élan vers le progrès et la redécouverte de la nature et des traditions. Chaque redécouverte d'une épopée, d'une tradition populaires reçoit le soutien international des lettrés ; du moins jusqu'au milieu du XIXe siècle : après certaines rivalités se font jour entre les différents nationalismes qui ont de plus en plus d'effets politiques.

#### De la Révolution française au Printemps des peuples
Après le Bill of rights limitant le pouvoir du roi d'Angleterre et la guerre d'indépendance des États-Unis, la Révolution française consacre l'importance politique des sujets d'un roi. En Europe, c'est la première prise du pouvoir au nom d'un peuple. Mais son écho sera faible dans les populations européennes. Les guerres napoléoniennes stimuleront, par opposition, les nationalistes européens (à cette époque présents seulement dans une frange restreinte de la population) en les amenant à se poser le problème de l’État comme protecteur, en particulier ceux de langue allemande, mais aussi en Espagne.
En 1815, par le traité de Vienne, la Sainte-Alliance consacre la toute-puissance des trônes sur le destin des pays et ses membres se liguent contre toute volonté expansionniste de la France. Toutefois, deux entorses majeures vont révéler les limites de ce principe dynastique lors d'une conférence réunissant, en novembre 1830 à Londres, les grandes puissances (Grande-Bretagne, Russie, Autriche, Prusse et France). L'indépendance de la Belgique, réclamée par des manifestations populaires, en est la première, et semblait sans conséquence stratégique bien qu'encourageant les révisionnistes (nationalistes) de l'ordre de Vienne. Les insurgés grecs contre l'Empire ottoman obtinrent aussi le soutien de ces puissances dynastiques réunies du fait « de leur quête d'intérêts particuliers, le plus souvent rivaux ».
Le Printemps des peuples de 1848, impulsé en France à (presque) toute l'Europe, est un ensemble de mouvements nationalistes insurrectionnels aux objectifs assez distincts et en général animés par la classe moyenne et universitaire, mais dans certains cas par une petite noblesse opposée à un pouvoir central dynastique dans lequel elle ne se reconnaît pas (cas magyar). La faiblesse numérique qui découle de l'étroite assise populaire de ces mouvements explique qu'ils n'aient pas résisté longtemps aux répressions des armées fidèles aux dynasties. Toutefois, le cas de la révolte magyar, qui a tenu tête aux armées autrichiennes, a permis d'illustrer la solidarité des dynasties contre tout nationalisme : l'empire de Russie est intervenu dans l'empire d'Autriche pour mater cette révolte (il faut dire que l'Empire russe avait déjà dû réprimer une révolte polonaise en 1830 et ne voulait pas qu'elle fût ranimée). Ces mouvements relativement populaires ont été l'aboutissement d'une évolution nationaliste des idées dans une part croissante de la population ; leur échec général a semblé définitif à nombre de protagonistes.

#### Du printemps des peuples à 1918
Après le printemps des peuples, et parfois avant (comme pour la Russie), des conseillers de couronnes comprennent que le nationalisme est une puissance avec laquelle il faut compter. En plus de leurs stratégies d’alliances déjà connues, les États cherchent alors à favoriser les nationalismes internes aux royaumes rivaux et à contenir ceux qui pourraient diminuer leur propre puissance.
Dans le but de fissurer le front uni du traité de Vienne contre la France, Napoléon III déclare officiellement vouloir favoriser le nationalisme à travers l'Europe, ce qu'il fera notamment pour constituer un État italien allié et diminuer la puissance du pape, tenter de faire éclater l'empire des Habsbourg (en aidant le nationalisme serbe, entre autres), jouant sur le nationalisme polonais pour contrer de l'intérieur l'Empire russe et la Prusse.
Sous l'impulsion de Bismarck, la Prusse attire à elle les petits États allemands (germanophones), en se présentant comme puissance protectrice et en s'alliant la bourgeoisie commerçante par le biais de traités commerciaux unifiant le marché. Elle rentre alors en concurrence avec l'Empire des Habsbourg en cherchant à s'allier ses populations germanophones.
L'Empire russe et celui des Habsbourg aident et se posent en recours de diverses populations sous la domination de l'Empire ottoman, pour mieux le dépecer. La couronne d'Angleterre s'oppose aux nationalismes pour contrer toute nouvelle montée en puissance de la France et limiter l'extension de l'Empire russe qu'elle voit comme un solide concurrent.
Finalement, ces stratégies guerrières favorisent les nationalismes qui se développent et rivalisent les uns avec les autres pour leurs droits au sein des États. La Prusse devient le centre d'un État Allemand où les représentants de la population prennent un poids politique croissant ; l'Italie se constitue laborieusement et suivant le modèle français (le Risorgimento se conclut en 1870) ; sans pour autant avoir tenté de développer un nationalisme qui lui soit propre, l'Empire des Habsbourg semblait inébranlable aux contemporains, mais il se parcellise progressivement en États nationalistes ; sous la crainte de l'éclatement (à la suite de la révolte polonaise de 1863), l'Empire russe se lance dans une russification forcée de ses populations qui exacerbe même les nationalismes latents dans l'Empire et dans lesquels les révolutions russes (de 1905 et 1917) trouveront des appuis. Au croisement de toutes les tensions se trouvent les Balkans : nationalismes d'émancipation, violents et en concurrence les uns avec les autres, intérêts géostratégiques rivaux de toutes les grandes puissances européennes qui soufflent le chaud et le froid, oppositions symboliques (Europe-Asie, oppositions religieuses), imbrications étroites de différentes populations se réclamant de nationalités différentes ce qui rend plus complexe qu'ailleurs le tracé de frontières les séparant (le problème est similaire dans l'Empire des Habsbourg). Cette région sera quasi continuellement le théâtre de guerres au cours du XIXe siècle et au début du XXe siècle : cette « poudrière de l'Europe » donnera un prétexte au déclenchement de la Première Guerre mondiale.
À partir des années 1870 en France, Allemagne, Italie se développe un nationalisme « agressif », différent de celui des révolutions de 1848 : « nourri des bouleversements sociaux et économiques que produisait le déracinement des populations », « il n'est plus un instrument d'émancipation à l'égard de la société d'Ancien Régime […], il est devenu un instrument d'intégration et de mobilisation des populations à une politique impérialiste ».
En 1914, les nationalismes en Europe sont devenus un rouage social important et pris dans les oppositions entre États, s'opposent les uns aux autres. Durant la Première Guerre mondiale, les États mobiliseront les populations par des arguments nationalistes, et aux différentes étapes de cette guerre, même les pacifistes les plus volontaires (forts rares) ne trouverons pas d'argument anti-nationaliste. Seuls Lénine et les Bolcheviks considéreront la paix préférable à la victoire nationaliste. Pour autant, les documents intimes consultables montrent plus une démoralisation chez les soldats qu'une exaltation nationaliste.

#### Après 1989
Les politologues Danic et Ian Parenteau relèvent que malgré un « positionnement multiple » du nationalisme sur l'axe gauche-droite, « sur le continent européen les idéologies nationalistes prennent la plupart du temps place à droite du clivage politique, positionnement qui se conjugue suivant la gamme offerte sur cette aile, depuis le centre droit jusqu'à l'extrême droite ».

### En Asie

#### La Chine
Être chinois, avant le XXe siècle, se reconnaît à trois facteurs principaux : être sous l'influence de l'administration de l'Empereur ; avoir des pratiques culturelles chinoises, dont les rites (mariages, funérailles, etc) mais aussi dans les pratiques quotidiennes, comme l'art culinaire ; être de descendance chinoise. Jusqu'à la dynastie mandchoue, une représentation concentrique du monde prévaut : le noyau central est chinois, un premier cercle l'entourant est constitué des « barbares cuits », c'est-à-dire partiellement acculturés, viennent ensuite les « barbares crus » ayant gardés leurs coutumes propres. Dans cet ordre d'idée, on peut devenir chinois, se siniser. Mais les cultures et les pratiques dites chinoises sont multiples et locales : les critères culturels et rituels sont donc locaux. La généalogie chinoise est alors une création a posteriori : quand on se sent chinois, on sinise ses propres ancêtres et être chinois devient un héritage de longue date.
Le XXe siècle a vu arriver des notions occidentales nouvelles, dont celle de nation qui est alors comprise comme une conception raciale, biologique, au travers des filiations patrilinéaires. L’Empereur est alors vu comme l'ancêtre mythique de la race chinoise. En 1911, à la création de la république de Chine (provisoire) de Sun Yat-sen, ont été reconnues cinq populations distinctes constituant la population chinoise : les Hans (« majoritaires »), les Mandchous, les Mongols, les Tibétains et les Musulmans. Sous le régime communiste, la Chine est officiellement un « État multinational unifié », avec 56 « nationalités » officielles, et le droit à la nationalité est un droit du sang. Le XXe siècle a été dominé par une intelligentsia persuadée que la culture traditionnelle chinoise est archaïque et ne correspond pas aux défis modernes : la nation chinoise s'oppose alors à la tradition culturelle chinoise et ne s'y réfère pas. L'appartenance à une province, à un pays local est de mise, même si la famille a quitté ce lieu ancestral depuis plusieurs générations, et une appartenance provinciale revendiquée correspond à des réseaux d'entre-aides. De manière plus explicite qu'à l'époque impériale, la Chine s'envisage plurielle sur son propre territoire avec des provinces ayant des marges d'initiatives importantes, mais pas dans le domaine politique. Par exemple, si la sinisation de l'ensemble de la population est avancée, nombre d'ethnies officiellement reconnues ont leur propre langue comme langue d'enseignement du primaire au supérieur, mais aussi dans la presse écrite et audio-visuelle, et les cadres doivent apprendre la langue de la province où ils sont en poste.
Traditionnellement, l'exil était regardé comme une trahison. Désormais, ce regard s'est adouci bien qu'à partir de 1980 le droit du sol prévale dans le droit à la nationalité et que la double nationalité soit interdite : on parle de « citoyens étrangers d'ascendance chinoise » et la Chine culturelle semble retrouver du crédit.

### Dans le monde arabe
En juin 1916 éclate la grande révolte arabe dans les provinces de la péninsule arabique jusque-là occupées par l'Empire ottoman. Cette révolte, menée par le chérif de La Mecque Hussein Ben Ali, dura de juin 1916 à octobre 1918. Elle éclata à la suite de la montée du nationalisme arabe dans la région, lui-même alimenté par les Britanniques présents sur place, et notamment l'officier Thomas Edward Lawrence dit Lawrence d'Arabie.

## Théoriciens du nationalisme
- Michel Aflaq
- Benedict Anderson
- Otto Bauer
- Michael Billig
- Craig Calhoun
- Margaret Canovan
- E.H. Carr
- Walker Connor
- Karl Deutsch
- Rupert Emerson
- Thomas Hylland Eriksen
- James Fearon
- Joshua Fishman
- Clifford Geertz
- Ernest Gellner
- Francisco Gil-White
- George Grant
- Liah Greenfeld
- Johann Gottlieb Fichte
- Ernest Gellner
- Giovanni Gentile
- Adrian Hastings
- Carleton B. Hayes
- Johann Gottfried von Herder
- Eric Hobsbawm
- Donald L. Horowitz
- Miroslav Hroch
- Michael Ignatieff
- Michael Keating
- Elie Kedourie
- Hans Kohn
- Will Kymlicka
- Donald L. Horowitz
- Arend Lijphart
- Michael Mann
- Charles Maurras
- Anne McClintock
- John McGarry
- M.T. Mehdi
- Friedrich Meinecke
- David Miller
- Tariq Modood
- Benito Mussolini
- Tom Nairn
- Brendan O'Leary
- Matthew Parish
- J. Krishnamurti
- R. Radhakrishnan
- Ernest Renan
- Rudolf Rocker
- Aviel Roshwald
- Jean-Jacques Rousseau
- Edward Said
- Frank Salter
- Robert A. Scalapino
- Michel Seymour
- Hisham Sharabi
- Anthony D. Smith
- Timothy D. Snyder
- Louis Leo Snyder
- Yuli Tamir
- Charles Taylor
- Charles Tilly
- James Tully
- Pierre L. van den Berghe
- Stefan Wolff
- Bernard Yack